# Indesit
La INDESIT-Industria Elettrodomestici Italiana S.p.A., nota semplicemente come Indesit, è stata un'azienda italiana produttrice di elettrodomestici e di elettronica di consumo attiva dal 1953 al 1987, con sede a Rivalta di Torino, tra le maggiori a livello nazionale ed europeo nel proprio settore.
Dal 2016, Indesit è un marchio di elettrodomestici prodotti dalla multinazionale statunitense Whirlpool Corporation, e di proprietà della sua consociata europea Whirlpool EMEA S.p.A. (oggi controllata da Beko tramite la sua filiale Beko Europe, partecipata da Whirlpool al 25 %) con sede a Pero, in provincia di Milano.

## Storia

### La fondazione e le prime attività: da Spirea a Indesit (1953-1972)
La società Spirea con capitale sociale di 1.200.000 lire, fu fondata a Torino nel 1953 su iniziativa di tre soci, il dottor Armando Campioni (1914-1998), l'ingegner Adelchi Candellero (1894-1977) e il cavalier Filiberto Gatta (1887-1961). L'impresa, che cominciò con la produzione di frigoriferi, nel 1956 fu trasformata in società per azioni, e cambiò per due volte la denominazione sociale, dapprima in INDEL-Industria Elettrodomestici S.p.A., e successivamente in INDES-Industria Elettrodomestici S.p.A.. Il suo marchio era costituito da un ovale sormontato da uno scudo coronato nel quale viveva l'acronimo. Poco tempo dopo, la sede venne trasferita a Orbassano, in provincia di Torino, dove era stato edificato il primo grande stabilimento, entrato in funzione nel 1958, che impiegava circa 2.000 lavoratori e dove alla produzione dei frigoriferi fu affiancata quella delle lavatrici. Si cominciò dunque a produrre con i criteri di economia di scala: bassi costi di produzione e prezzi di vendita, alti volumi produttivi.
L'organizzazione produttiva della INDES mostrò subito una professionalità manageriale diversa da quella di un imprenditore di prima generazione, e inoltre il suo avvio fu preceduto da una visita effettuata da Campioni agli stabilimenti della Ford, accompagnato da Vittorio Valletta, all'epoca manager della FIAT. Nel 1961, morì uno dei tre soci fondatori, il cavalier Gatta, ed avvenne l'ultimo cambio di ragione sociale in INDESIT-Industria Elettrodomestici Italiana S.p.A., con capitale sociale di 1,5 miliardi di lire, di cui soci erano il Campioni e il Candellero, che assunsero le rispettive cariche di amministratore delegato e di presidente della società. L'azienda divenne nota semplicemente come Indesit, che rappresentò da allora il suo marchio, e in quello stesso periodo veniva inaugurato un nuovo complesso industriale a None.
Indesit, si collocò da subito tra le aziende di punta italiane produttrici di elettrodomestici, si indirizzò a un segmento di mercato medio e offrì una gamma produttiva completa. Negli anni sessanta-settanta, periodo di maggiore espansione, l'azienda piemontese registrò una capacità produttiva di 2,4 milioni di pezzi l'anno. La vendita dei prodotti veniva effettuata attraverso importanti grossisti sul territorio nazionale, e attraverso le filiali commerciali aperte all'estero che vendevano ai grossisti stranieri. Le esportazioni rappresentavano una voce importante nelle attività Indesit, dato che arrivavano fino al 70%, contro una media del 50% raggiunta dalle altre aziende italiane del settore. Gli stabilimenti di Orbassano e di None, dove oltre a frigoriferi, cucine e lavatrici furono prodotti anche lavastoviglie e televisori, agli inizi degli anni settanta contarono assieme 4.200 addetti.
In piena espansione produttiva e commerciale, Indesit investì nell'apertura di nuove unità produttive nel Mezzogiorno, con il contributo anche dell'Istituto Mobiliare Italiano, che portò all'apertura di un complesso di otto stabilimenti a Carinaro, Gricignano di Aversa e Teverola, in provincia di Caserta, nel 1972, contribuendo in maniera decisiva nella crescita occupazionale di quell'area. I nuovi stabilimenti impiegarono inizialmente 3.500 addetti, e furono destinati alla produzione di frigoriferi, congelatori, lavatrici, piccoli elettrodomestici, compressori ermetici, radio, cinescopi per televisori e videoterminali. Nello stesso periodo fu anche lanciato il marchio Hirundo, con cui fu proposta una linea nel settore bianco (frigoriferi, lavatrici e altri elettrodomestici), oltre che apparecchi nel settore bruno, come radio a transistor con marchio Indesit-Hirundo.

### La crisi e il commissariamento (1973-1986)
Negli anni Settanta si manifestarono i primi segnali di crisi per la Indesit, che, oltre a non investire nell'innovazione di prodotto e nel rinnovo delle proprie strutture produttive, alla stessa maniera degli altri produttori nazionali del settore fu colpita da un calo delle vendite e da un problema di sovrapproduzione, poiché subiva la concorrenza sul mercato dei produttori dell'Europa orientale, i cui prodotti, seppur a basso contenuto tecnologico, riuscivano a trovare maggiori sbocchi commerciali grazie al prezzo altamente competitivo. Nel 1974, per 6.000 dipendenti su 9.000 complessivi, l'azienda decise il ricorso alla cassa integrazione. Inoltre ad incidere in maniera piuttosto significativa sul calo di produttività, di fatturato e di utili dell'azienda piemontese (come del resto di tutte le realtà italiane del settore) fu l'aumento del costo del lavoro, notevolmente cresciuto rispetto agli anni del boom economico. A livello societario si registrava l'uscita del cofondatore l'ingegner Candellero, con il Campioni che era azionista di riferimento, mentre altre quote erano possedute dalla Barclays, dalla consociata svizzera della Banca Rotschild, e da altri piccoli soci.
Nonostante alcune difficoltà, Indesit in collaborazione con SEIMART, ed attraverso un gruppo di tecnici che operava nel reparto televisori del suo stabilimento di None, brevettò un sistema di trasmissione a colori alternativo al tedesco PAL e al francese SÉCAM, denominato ISA. Nel marzo 1975, Indesit passò il progetto ISA alla Intensa S.p.A., società creata da GEPI, allo scopo di far aderire tutte le aziende italiane che fabbricavano televisori, le quali avrebbero visto ridurre i costi per i diritti brevettuali, naturalmente più elevati per il PAL e il SECAM. RAI e Istituto per le Poste effettuarono prove sperimentali sugli apparecchi dotati di sistema ISA, ma nell'aprile 1975, il Consiglio superiore delle Telecomunicazioni stabilì l'adozione del sistema tedesco per l'introduzione della televisione a colori in Italia, avvenuta nel 1977.
Nel 1977, Indesit chiuse il bilancio con un passivo di 1,3 miliardi di lire, e fu perciò costretta a rincarare i prezzi dei suoi prodotti per compensare le perdite: questa strategia riportò l'utile in positivo (2 miliardi), ma causò anche un calo delle vendite. A partire dal 1979 furono attuate nuove scelte produttive e investimenti nell'innovazione (con questi ultimi che videro la produzione delle prime lavatrici totalmente elettriche), nonché nuove scelte commerciali puntando sul segmento di mercato di fascia medio-alta. In quello stesso anno, Indesit rientrò in Confindustria, da cui era uscita nel 1957. Tuttavia, questi investimenti si rivelarono insufficienti, poiché l'azienda tornò a registrare forti perdite e crisi di liquidità, e nel 1980, Campioni lasciò la conduzione dell'azienda che affidò a Mario Nobili, nominato nuovo amministratore delegato. La nuova dirigenza chiese ed ottenne dal Tribunale di Torino l'ammissione alla procedura di amministrazione controllata, a seguito del parere favorevole espresso dai fornitori, con cui l'azienda aveva debiti per 204 miliardi di lire.
Nel 1981, fu attuata la ristrutturazione aziendale con la creazione di tre divisioni produttive (componentistica, elettrodomestici, elettronica), e furono avviati contatti con la Emerson di Firenze e la Voxson di Roma per la nascita di un consorzio commerciale tra le tre aziende. Mentre ripartiva la produzione di elettrodomestici, rimaneva bloccata quella di elettronica di consumo, la cui divisione impiegava 1.800 addetti (tutti in cassa integrazione), e questo progetto, che serviva per farla ripartire, fu bocciato dal Ministero dell'Industria e perciò fu costituita la Indesit Elettronica Sud S.p.A., con capitale sociale di 200 milioni di lire, allo scopo di farvi confluire i dipendenti in cassa integrazione e gli stabilimenti delle tre aziende in difficoltà. Quest'altra iniziativa che vedeva Indesit come capofila non ebbe alcun seguito, e l'azienda piemontese, che migliorava la propria situazione finanziaria, nel 1983 uscì dall'amministrazione controllata. Per il monte debiti di 150 miliardi di lire con i fornitori fu praticamente fu decisa la sua conversione in azioni, e grazie a questa operazione i fornitori entrarono nell'azionariato dell'azienda. Tra questi fornitori-creditori figuravano grandi imprese come l'Italsider e la Magona. Nel consiglio di amministrazione di Indesit fecero ingresso nel 1984 nuovi soci, sia italiani che stranieri, e il capitale sociale fu aumentato da 21 miliardi di lire a 74 miliardi. Abortito il progetto con Emerson e Voxson, per far uscire il ramo elettronico da questa impasse, nello stesso anno assieme alla finanaziaria pubblica REL e alla Zanussi Elettronica, costituì la Sèleco, di cui Indesit fu socio di minoranza con una quota del 5,74%.
L'uscita dalla crisi di Indesit fu però di breve durata, poiché nel 1984 registrò una perdita di 106 miliardi di lire. Nel 1985, Campioni, che rimaneva socio di maggioranza col 52% delle quote, tornò a ricoprire la carica di presidente e affidò l'azienda a un nuovo amministratore delegato, l'ingegner Franco Passi, succeduto al dimissionario Nobili. Il personale, a causa di consistenti esuberi, era ridotto ad appena 6.000 dipendenti, dei quali 4.000 in cassa integrazione. Nello stesso periodo, il 65% della Indesit Elettronica venne ceduto alla Olivetti. La situazione di crisi dell'azienda fu più gravosa rispetto agli inizi del decennio in cui era entrata in amministrazione controllata, e dunque irreversibile, perciò al fine di evitare il fallimento fu dichiarato lo stato di insolvenza ed ottenuta l'ammissione alla Legge Prodi dal Tribunale di Torino, con l'allora ministro dell'Industria, Renato Altissimo, che nominò commissario straordinario il dottor Giacomo Zunino.
La nuova gestione commissariale di Indesit avviò un piano triennale di risanamento per il 1987-89, approvato dal CIPI, ma già nel 1986 l'azienda aumentò la sua produzione e al contempo ridusse le passività.

### Il marchio Indesit: dalla Merloni Elettrodomestici a Whirlpool Corporation (1987-2016)
Nel settembre 1987, il commissario Zunino avviò la trafila di vendita della Indesit, mettendo all'asta, con un prezzo minimo di 44 miliardi di lire, una parte degli stabilimenti di None e di Teverola, i relativi magazzini, le consociate di assistenza e progettazione, e quelle commerciali estere. All'asta fallimentare parteciparono due aziende, De'Longhi e Merloni Elettrodomestici: i beni aziendali messi all'asta passarono al Gruppo di Fabriano, produttore di elettrodomestici con il marchio Ariston e per conto terzi. I dipendenti passati alla Merloni furono 2.800.
Nel 1990, avvenne la fusione per incorporazione di Indesit S.r.l. nella Merloni Elettrodomestici, divenendo così un marchio del Gruppo. Dopo il passaggio all'azienda marchigiana, il marchio Indesit recuperò il proprio prestigio sul mercato nazionale ed estero degli elettrodomestici, e per questa ragione, fu decisa la modifica della ragione sociale di Merloni Elettrodomestici in Indesit Company, avvenuta nel 2005.
Nel 2014, Indesit Company viene ceduta alla Whirlpool Italia Holdings S.r.l., consociata italiana della multinazionale statunitense Whirlpool Corporation, che acquisì il 60,4% delle sue azioni. Due anni più tardi, nel 2016, avvenne la fusione tra Whirlpool Europe S.r.l. ed Indesit Company, che portò alla creazione di Whirlpool EMEA S.p.A.

## Informazioni e dati
La INDESIT-Industria Elettrodomestici Italiana S.p.A., con sede legale a Rivalta di Torino, in provincia di Torino (dopo gli anni ottanta), e 15 stabilimenti di produzione a Orbassano e None, in provincia di Torino, e a Carinaro, Gricignano d'Aversa e Teverola, in provincia di Caserta, produceva elettrodomestici, apparecchi di elettronica di consumo e componenti elettronici.
Fino al 1979 era il secondo produttore nazionale di elettrodomestici dopo Zanussi, e deteneva una quota di mercato a livello nazionale del 17%. Nella seconda metà degli anni ottanta tale quota scese al 7%, mentre a livello europeo era attestata al 4%. Nel 1980, l'azienda contava 11.331 dipendenti, cifra ridotta a 6.115 del 1986, di cui 4.313 in cassa integrazione. All'estero era presente con cinque filiali commerciali in Francia, Gran Bretagna, Paesi Bassi, Spagna e Stati Uniti. Il 75% della sua produzione era destinata ai mercati esteri, dei quali i più importanti erano quelli di Francia e Gran Bretagna.
Nonostante la crisi e il ridimensionamento produttivo (ridotto a 500.000 pezzi annuali), Indesit nel 1986 risultava essere il quinto produttore nazionale di elettrodomestici. Nel 1984, il suo fatturato è stato di 280 miliardi di lire.
Dal 2016, Indesit è un marchio di proprietà di Whirlpool EMEA S.p.A., con sede a Pero, in provincia di Milano, consociata europea della multinazionale statunitense Whirlpool Corporation, con il quale vengono commercializzati gli elettrodomestici prodotti dalla medesima azienda.

## Sponsorizzazioni
- Nel 1988-91, il marchio Indesit è stato sponsor della squadra di calcio del Torino, che militava in Serie A.[67]
- Nella stagione 2003-04, il marchio Indesit è stato sponsor della squadra di calcio della Lazio, nelle partite disputate dal club biancoceleste in Champions League e in Coppa Italia.[68]